# Frederiksborger
De frederiksborger of fredriksborger is het oudste paardenras van Denemarken. Oorspronkelijk waren het kruisingen van Spaanse, Napolitaanse en lokale werkpaarden. Vanaf de 19e eeuw werden andere rassen gebruikt om de frederiksborger te verfijnen. Zo waren er Engelse halfbloeden om zijn uithoudingsvermogen en hardheid te verbeteren en arabieren om zijn uiterlijk te verfijnen.

## Exterieur
De frederiksborger was een oorspronkelijk Spaans en Napolitaans barokpaard met een sterk gebouwd lichaam en met een zekere elegantie. Tegenwoordig is het een middelzware warmbloed. De frederiksborger heeft een voskleur met aftekeningen, die gewenst zijn op het hoofd en de benen, en meestal lichtere manen en staart. Het hoofd is licht ramsachtig, de nek is hoog opgericht maar kort en het paard heeft korte schouders die overgaan in een vlakke schoft. De frederiksborger heeft een stokmaat van ongeveer 1,65 meter. Het paard heeft voldoende sterke ledematen waarbij de knieactie ronder en hoger is dan bij moderne sportpaarden.

## Geschiedenis
In 1562 richtte koning Frederik II de staatsstoeterij Frederiksborg op, waar cavaleriepaarden werden gefokt. In de 18e eeuw was het doel om rijpaarden met soepele gangen en tuigpaarden, die koninklijke koetsen moesten trekken, te fokken. Zo was in de barokperiode de frederiksborger een van de meest geliefde pronkpaarden aan het hof. Het ras werd populair in heel Europa en moest op zijn beurt andere rassen verfijnen. Zo was de frederiksborger medestichter van de lipizzaner. Na bloeiperiode van de frederiksborger kwam door hun populariteit ook de ondergang. De bloedlijnen verdwenen snel doordat er te veel goede fokdieren werden verkocht. De staatstoeterij sloot in 1839. Sinds 1900 probeert men het oude Deense ras te regenereren, maar dit is moeilijk aangezien er maar kleine restbestanden zijn.